# Ljubljanabörsen

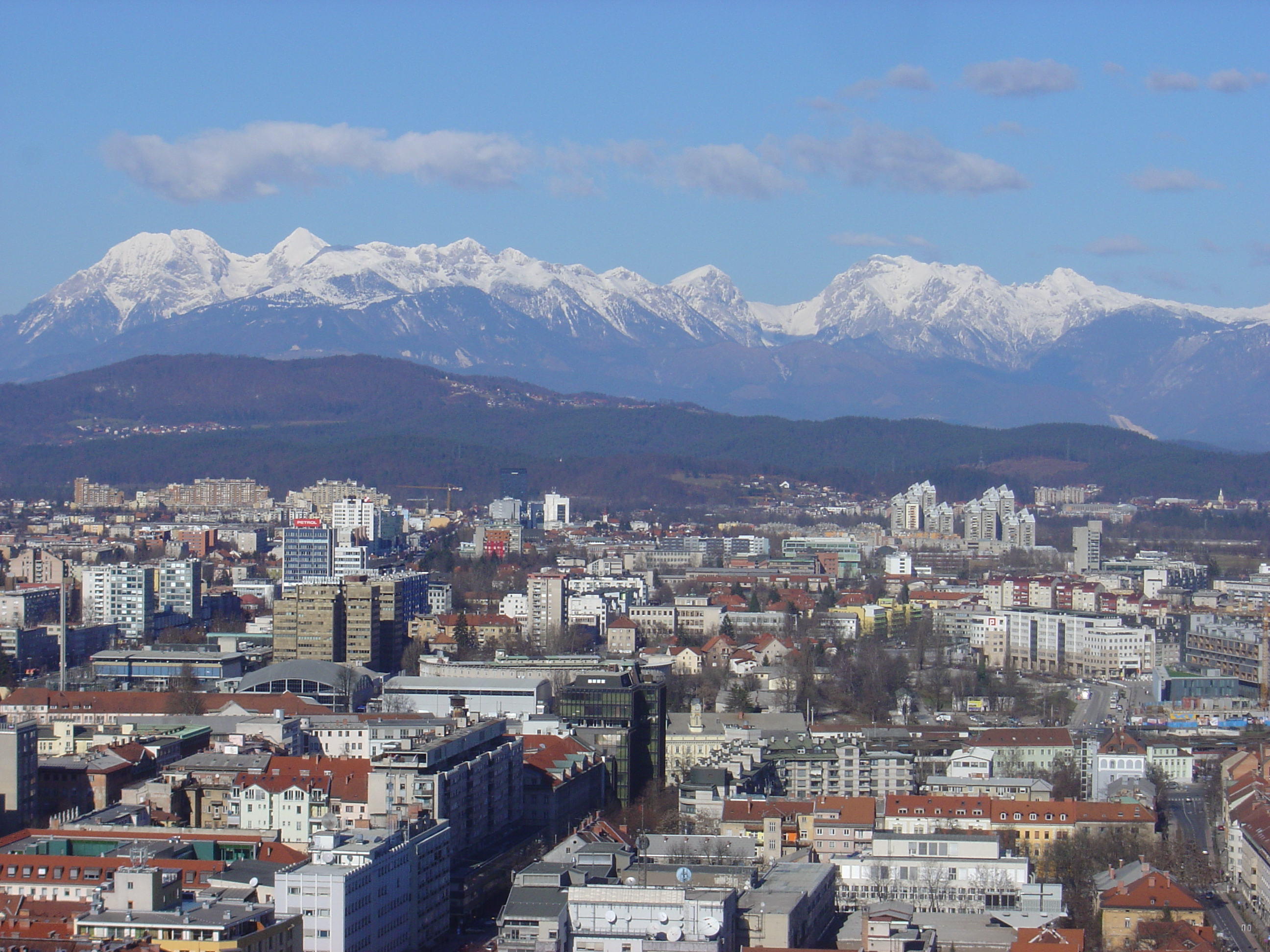
Ljubljana

Ljubljanabörsen (slovenska: Ljubljanska borza d.d.), förkortat LJSE, är den viktigaste börsen i Slovenien. Den är belägen i landets huvudstad Ljubljana. I juni 2008 köptes Ljubljanabörsen av börsen i Wien.